# 小行星2919
小行星2919（2919 Dali）是一颗绕太阳运转的小行星，为主小行星带小行星。该小行星于1981年3月2日发现。
該小行星以西班牙加泰隆尼亞畫家薩爾瓦多·達利命名。

## 轨道参数
小行星2919的轨道半长轴为3.1440545 UA，离心率为0.140。